# San Francisco Film Critics Circle Awards 2015
Na 14. ročníku udílení cen San Francisco Film Critics Circle Awards byly předány ceny v těchto kategoriích dne 12. prosince 2015.

## Vítězové a nominace

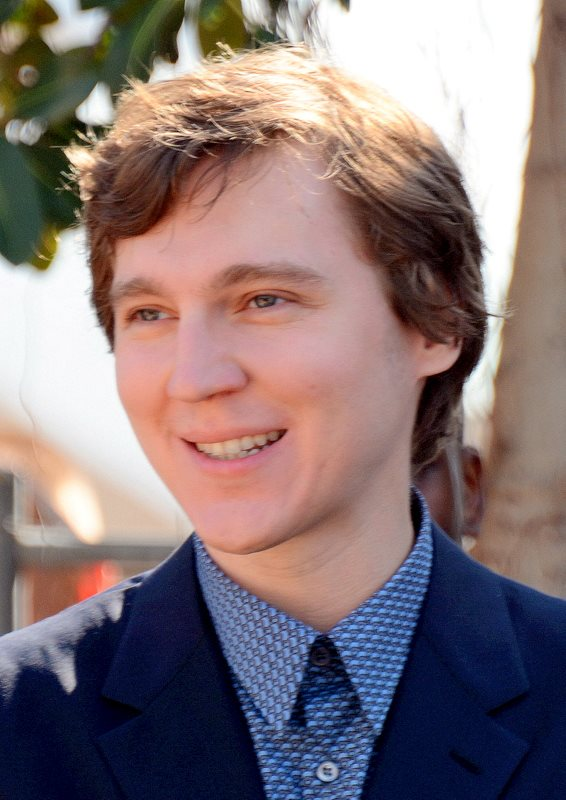
Paul Dano vítěz v kategorii nejlepší herec ve vedlejší roli

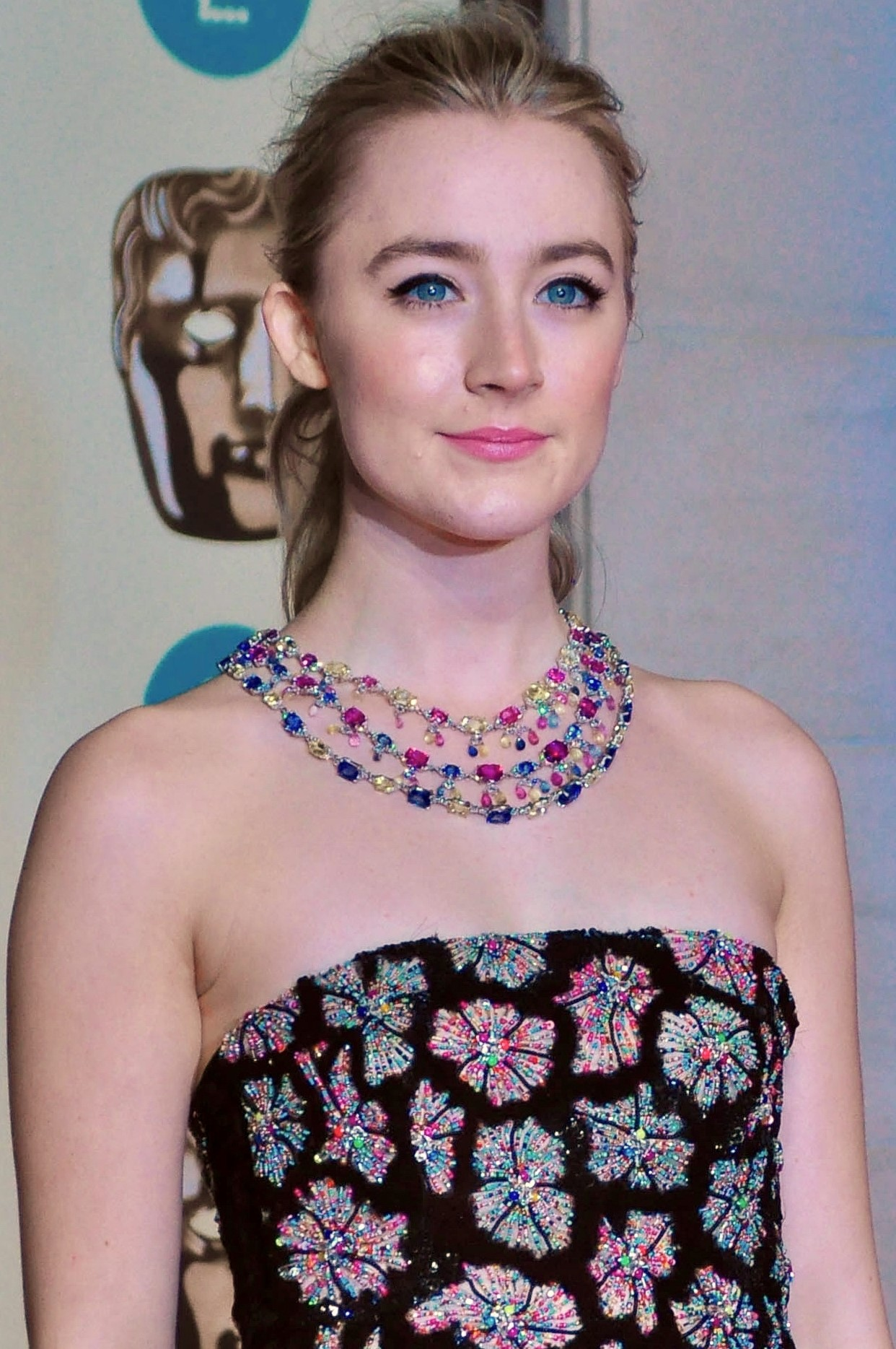
Saoirse Ronan, vítězka v kategorii nejlepší ženský herecký výkon v hlavní roli

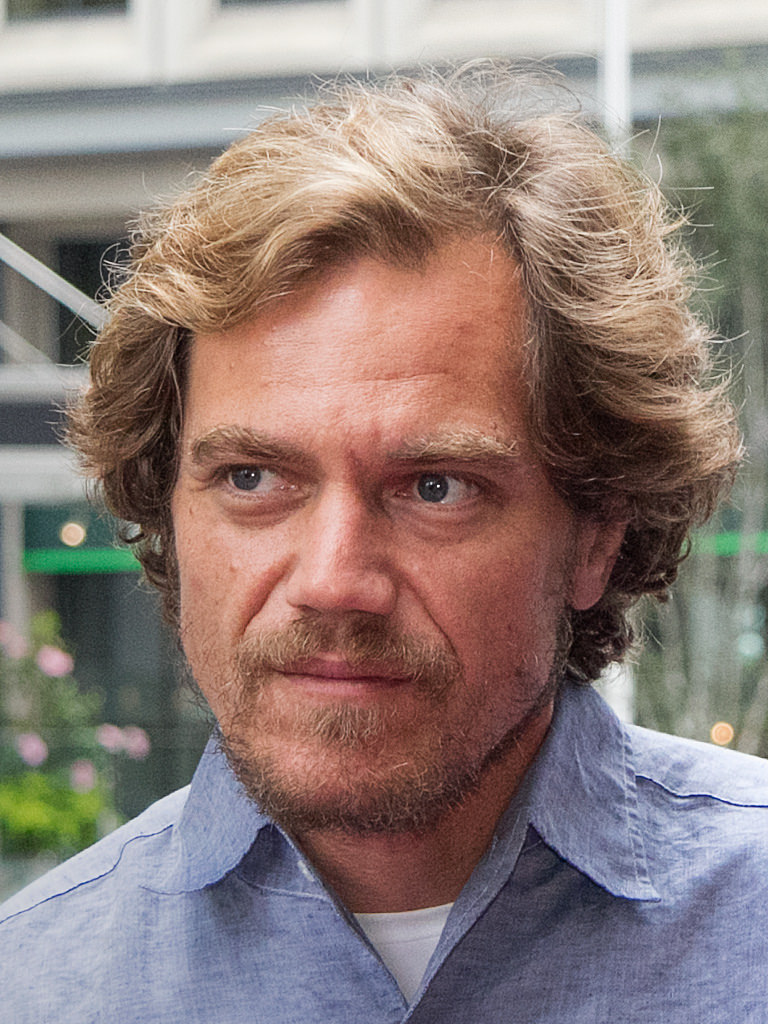
Michael Shannon, vítěz v kategorii nejlepší mužský herecký výkon ve vedlejší roli

### Nejlepší film
Spotlight 
- Brooklyn
- Šílený Max: Zběsilá cesta
- Carol
- Love & Mercy

### Nejlepší režisér
George Miller – Šílený Max: Zběsilá cesta
- John Crowley – Brooklyn
- Alejandro G. Iñárritu – Revenant Zmrtvýchvstání
- Tom McCarthy – Spotlight
- Todd Haynes – Carol

### Nejlepší herec v hlavní roli
Paul Dano – Love & Mercy
- Bryan Cranston – Trumbo
- Leonardo DiCaprio – Revenant Zmrtvýchvstání
- Michael Fassbender – Steve Jobs
- Ian McKellen – Mr. Holmes

### Nejlepší herečka v hlavní roli
Saoirse Ronanová – Brooklyn
- Cate Blanchettová – Carol
- Brie Larson – Room
- Rooney Mara – Carol
- Charlotte Rampling – 45 let

### Nejlepší herec ve vedlejší roli
Michael Shannon – 99 Homes
- Paul Dano – Love & Mercy
- Benicio del Toro – Sicario: Nájemný vrah
- Mark Rylance – Most špionů
- Sylvester Stallone – Creed

### Nejlepší herečka ve vedlejší roli
Mya Taylor – Transdarinka
- Elizabeth Banksová – Love & Mercy
- Helen Mirrenová – Trumbo
- Alicia Vikander – Dánská dívka
- Alicia Vikander – Ex Machina

### Nejlepší původní scénář
Michael Alan Lerner a Oren Moverman – Love & Mercy
- Sean S. Baker a Chris Bergoch – Transdarinka
- Alex Garland – Ex Machina
- Taylor Sheridan – Sicario: Nájemný vrah
- Tom McCarthy a Josh Singer – Spotlight

### Nejlepší adaptovaný scénář
Nick Hornby – Brooklyn
- Phyllis Nagy – Carol
- Drew Goddard – Marťan
- Emma Donoghue – Room
- Andrew Haigh – 45 let
- Marielle Heller – Deník puberťačky

### Nejlepší animovaný film
Anomalisa
- V hlavě
- Chlapec a svět
- Snoopy a Charlie Brown. Peanuts ve filmu
- Ovečka Shaun ve filmu

### Nejlepší cizojazyčný film
Saulův syn (Maďarsko)
- Assassin (Tchaj-wan-Čína-Hongkong)
- Dobrou, mámo (Rakousko)
- Holub seděl na větvi a rozmýšlel o životě (Švédsko/Norsko/Dánsko/Francie/Německo)
- Timbuktu (Francie)

### Nejlepší kamera
John Seale – Šílený Max: Zběsilá cesta
- Emmanuel Lubezki – Revenant Zmrtvýchvstání
- Roger Deakins – Sicario: Nájemný vrah
- Edward Lachman – Carol
- Mark Lee Ping Bin – Assassin

### Nejlepší střih
Margaret Sixel – Šílený Max: Zběsilá cesta
- Hank Crowin – Sázka na nejistotu
- Dino Jonsäter – Love & Mercy
- Stephen Mirrione – Revenant Zmrtvýchvstání
- Joe Walker – Sicario: Nájemný vrah

### Nejlepší produkční design
Carol
- Most špionů
- Brooklyn
- Šílený Max: Zběsilá cesta
- Revenant Zmrtvýchvstání

### Nejlepší dokument
Listen to Me Marlon
- Best of Enemies
- Amy
- Podoba ticha
- Meru

### Ocenění Marlon Riggs
- Lee Tung Foo

### Speciální ocenění
- Guy Maddin – Zakázaná komnata